# لیتون آلن
لیتون آلن (انگلیسی: Leighton Allen؛ زادهٔ ۲۲ نوامبر ۱۹۷۳) بازیکن فوتبال اهل بریتانیا است.
از باشگاه‌هایی که در آن بازی کرده‌است می‌توان به باشگاه فوتبال کراولی تاون، باشگاه فوتبال کولچستر یونایتد، باشگاه فوتبال گیلینگام، باشگاه فوتبال ویمبلدون، باشگاه فوتبال لوس، و باشگاه فوتبال وورتینگ اشاره کرد.